# Martina Pavlicová (statistička)
Martina Pavlicová (* cca 1971 Třinec) je česká statistička působící jako profesorka biostatistiky na Kolumbijské univerzitě v New Yorku.

## Život
Pochází z Třince, kde se narodila patrně v roce 1971. Její matka začínala jako učitelka matematiky a fyziky, později se zabývala programováním, otec byl inženýr.
V letech 1986–1990 absolvovala třinecké gymnázium. Poté studovala obor ekonometrie na Matematicko-fyzikální fakultě Univerzity Karlovy v Praze, jež zakončila v roce 1995 a získala magisterský titul. Poté jako pětadvacetiletá odešla do Spojených států amerických, kde pokračovala ve studiu na státní univerzitě v Ohiu. V roce 1990 zde nejprve získala titul magistra a poté pokračovala postgraduálním studiem a v roce 2004 získala doktorát ve statistice (Ph.D.).
Ačkoli to původně neměla v plánu, ve Spojených státech zůstala a v roce 2004 začala vyučovat statistiku a biostatistiku na Kolumbijské univerzitě v New Yorku, v jejím zdravotnickém středisku Irving Medical Center (CUIMC). Jako hostující profesorka začala spolupracovat také s Americkou univerzitou v Arménii (American University of Armenia). Během své vědecké kariéry s spolupracovala na klinických studiích a publikovala řadu článků v mezinárodních vědeckých časopisech z oborů prostorové, klinické a aplikované statistiky. Zaměřila se především na statistické aspekty behaviorálních studií a klinických experimentů v psychiatrické oblasti. Vedle toho se věnovala také pedagogické činnosti a díky svým úspěchům byla v roce 2010 zařazena do Glenda Garvey Teaching Academy. Téhož roku obdržela Early Career Teaching Award a v roce 2016 byla oceněna rektorskou Presidential Teaching Award.
Vedle své odborné činnosti se Pavlicová věnuje několika sportům. V roce 2013 v rámci charitativní akce pro pacientku s tzv. nemocí motýlích křídel Olgu Joklovou dojela na kole za pět dní z New Yorku do kanadského Montrealu. Zúčastnila se i řady závodů v dálkovém plavání. Dne 15. září 2016 obeplavala za 8 hodin a 51 minut 46kilometrovou trasu kolem Manhattanu. Mimoto se věnuje také triatlonu.
Spolu s nevidomou novinářkou Marií Zemanovou ze spolku Spolu s vámi natáčí rozhovory pro podcast DialogyX.